# Malpighials

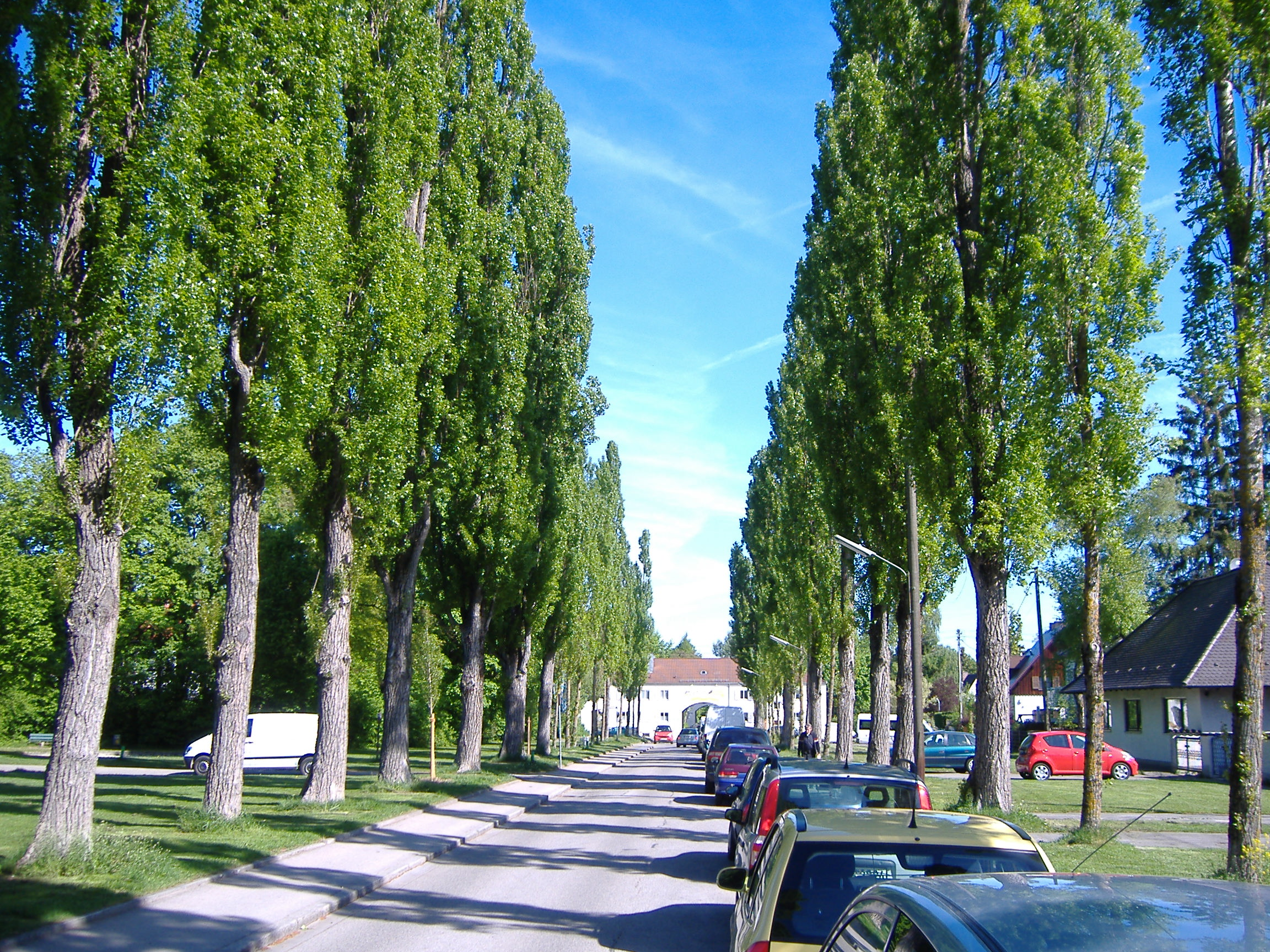
Pollancres (Populus nigra) utilitzats com a arbres ornamentals.

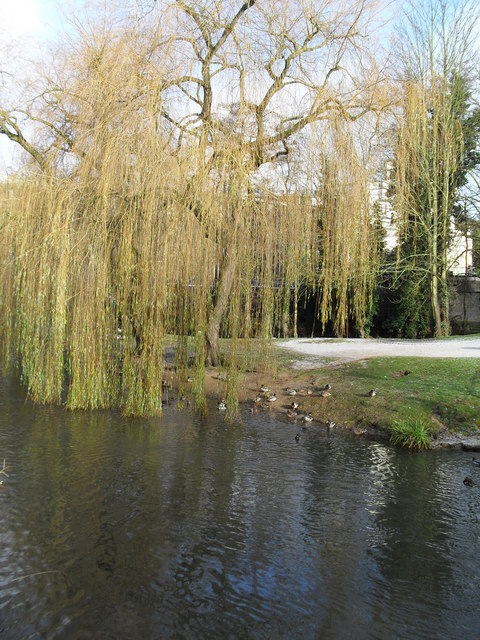
Un desmai (Salix babylonica).

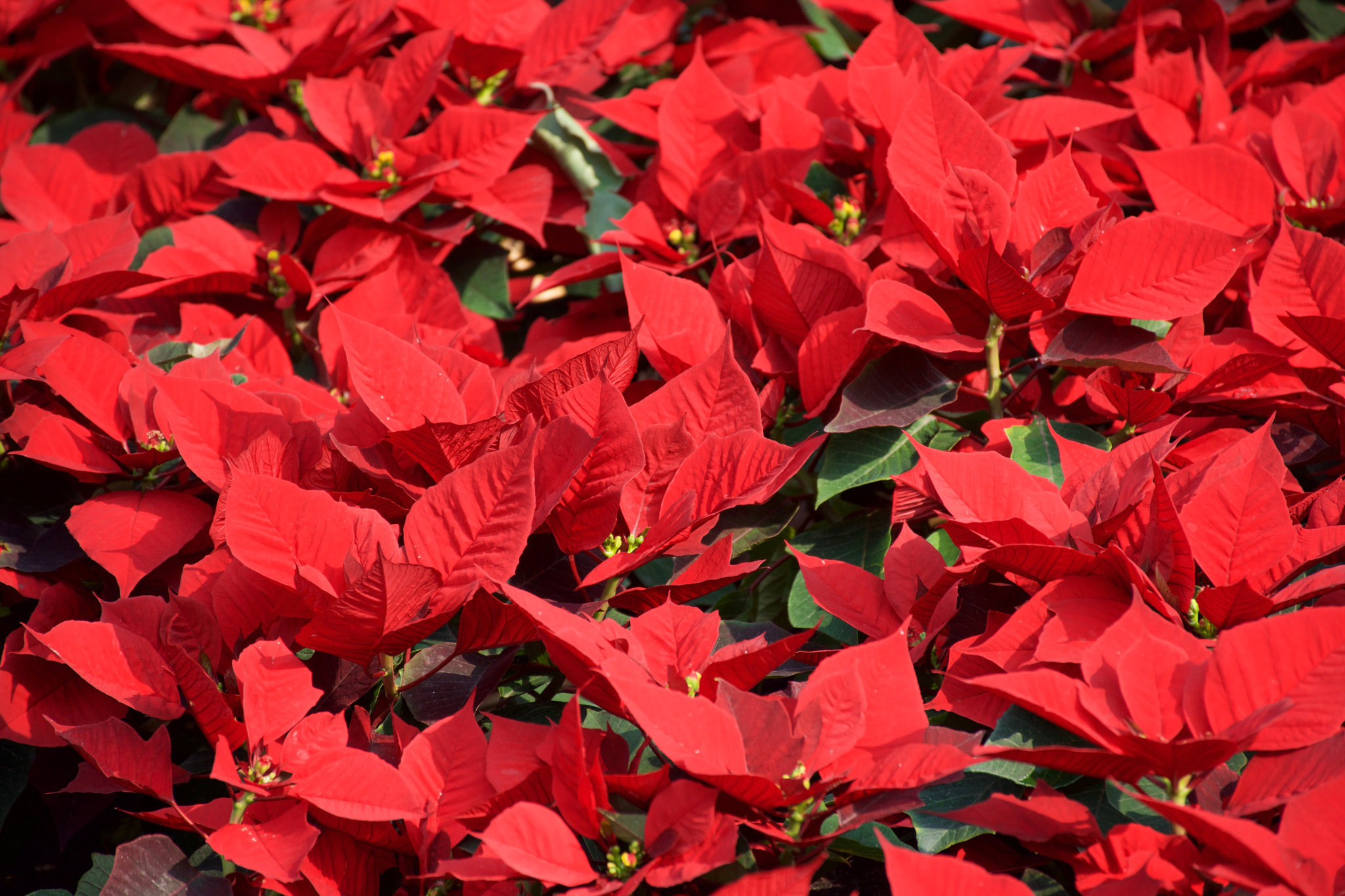
Ponsèties (Euphorbia pulcherrima)

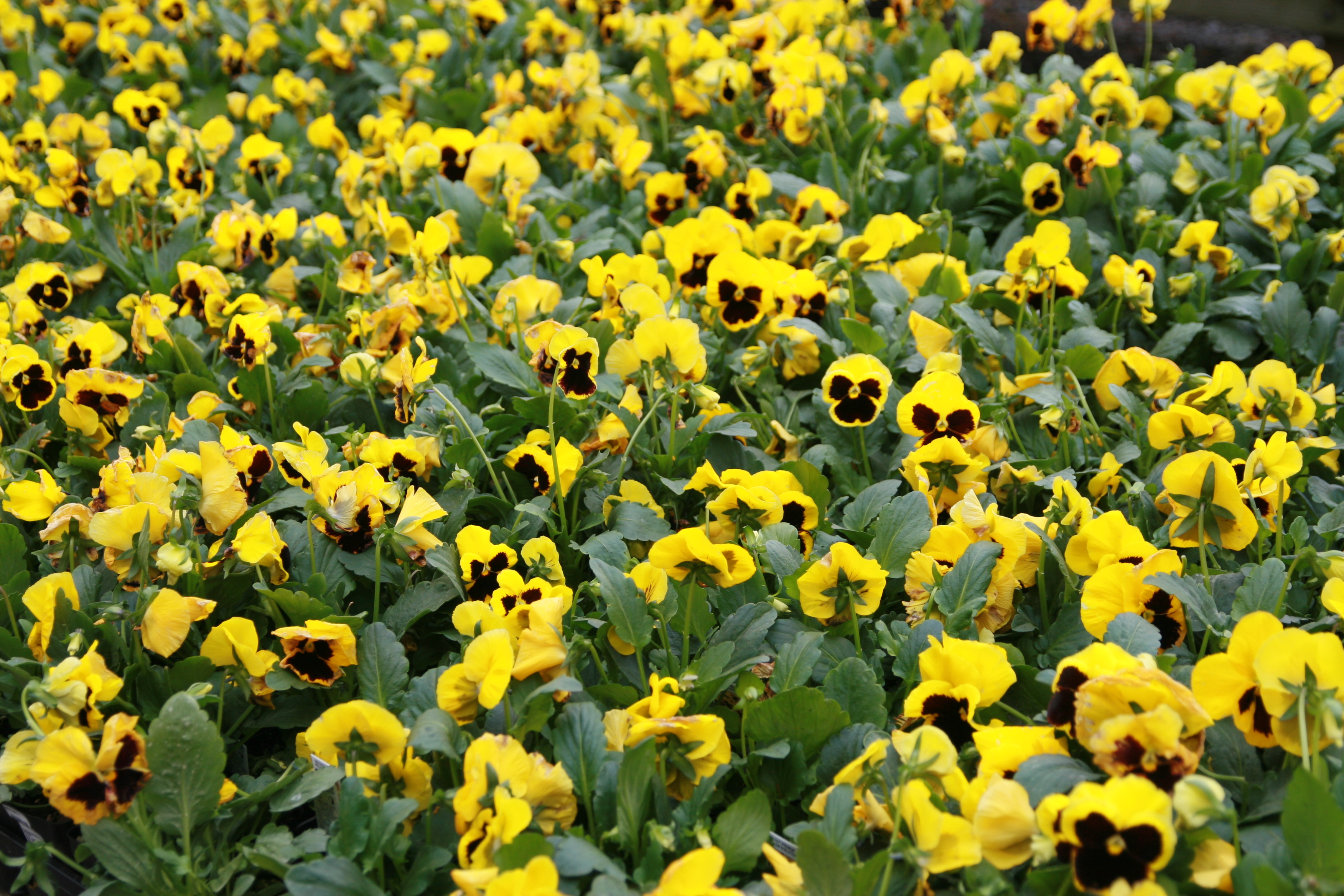
Els pensaments de jardí són híbrids, (Viola x wittrockiana 'Delta Premium Yellow with Blotch')

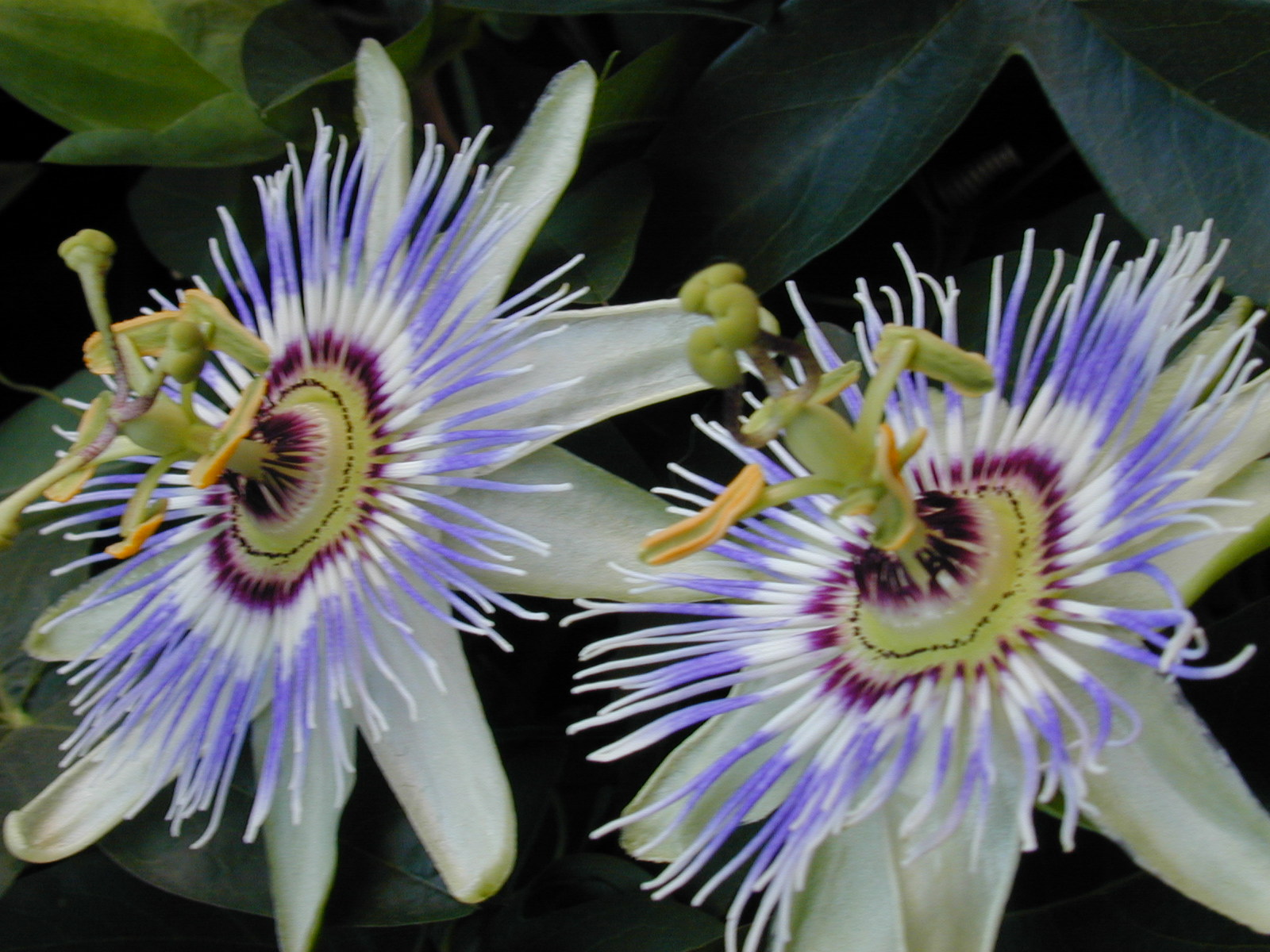
Flors de la passionera (Passiflora caerulea).

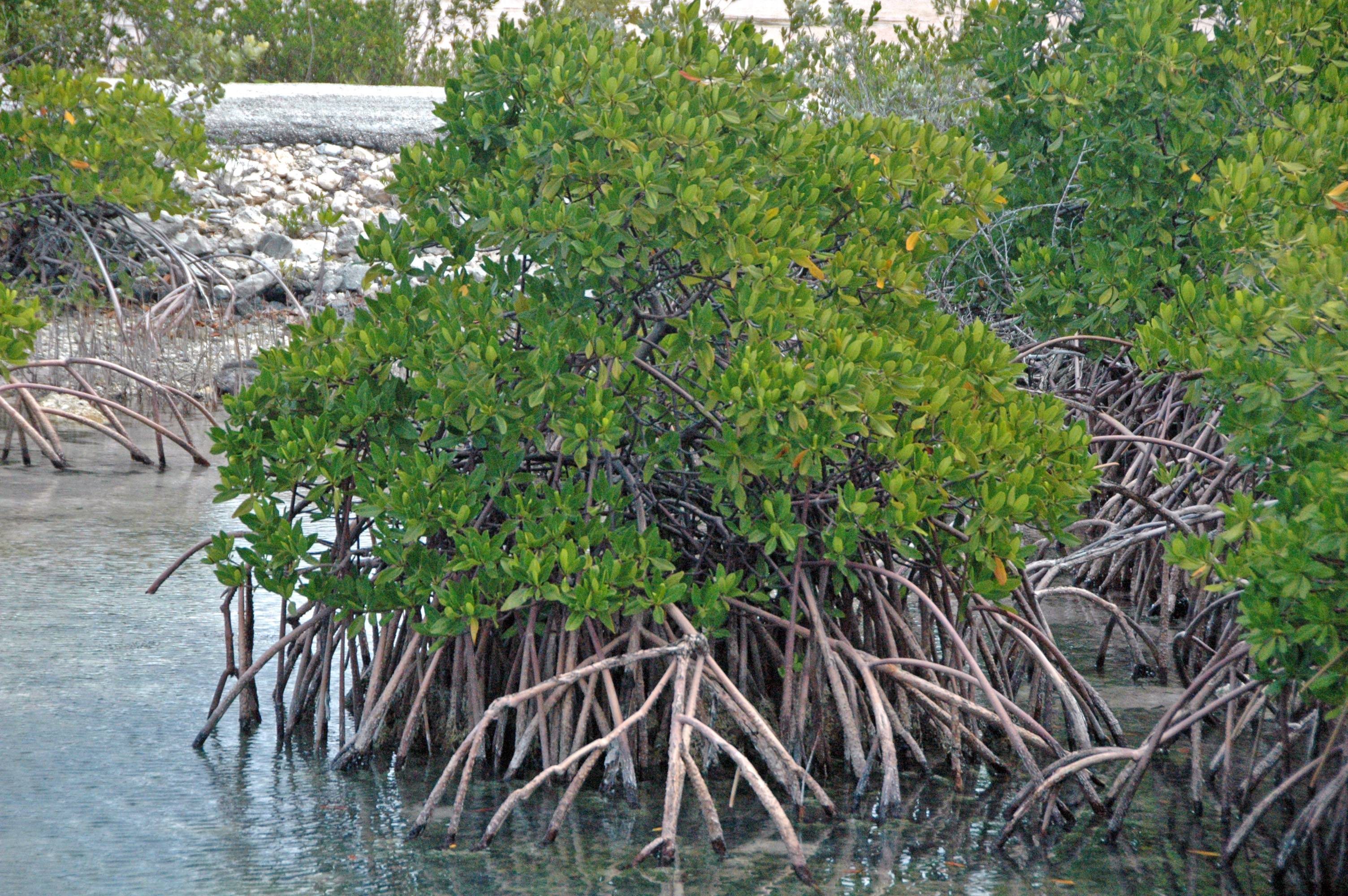
Mangle (Rhizophora mangle)

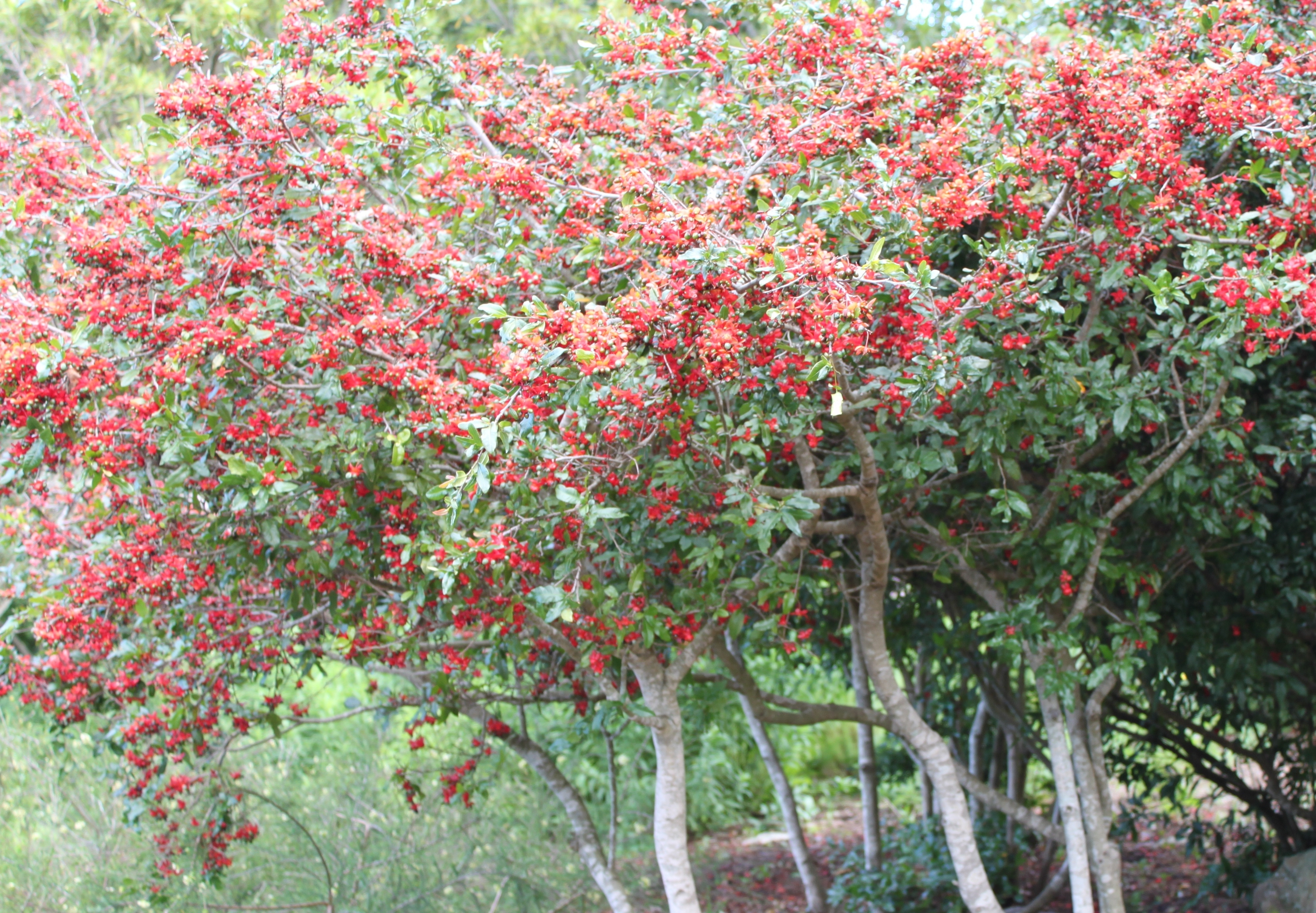
Ochna serrulata

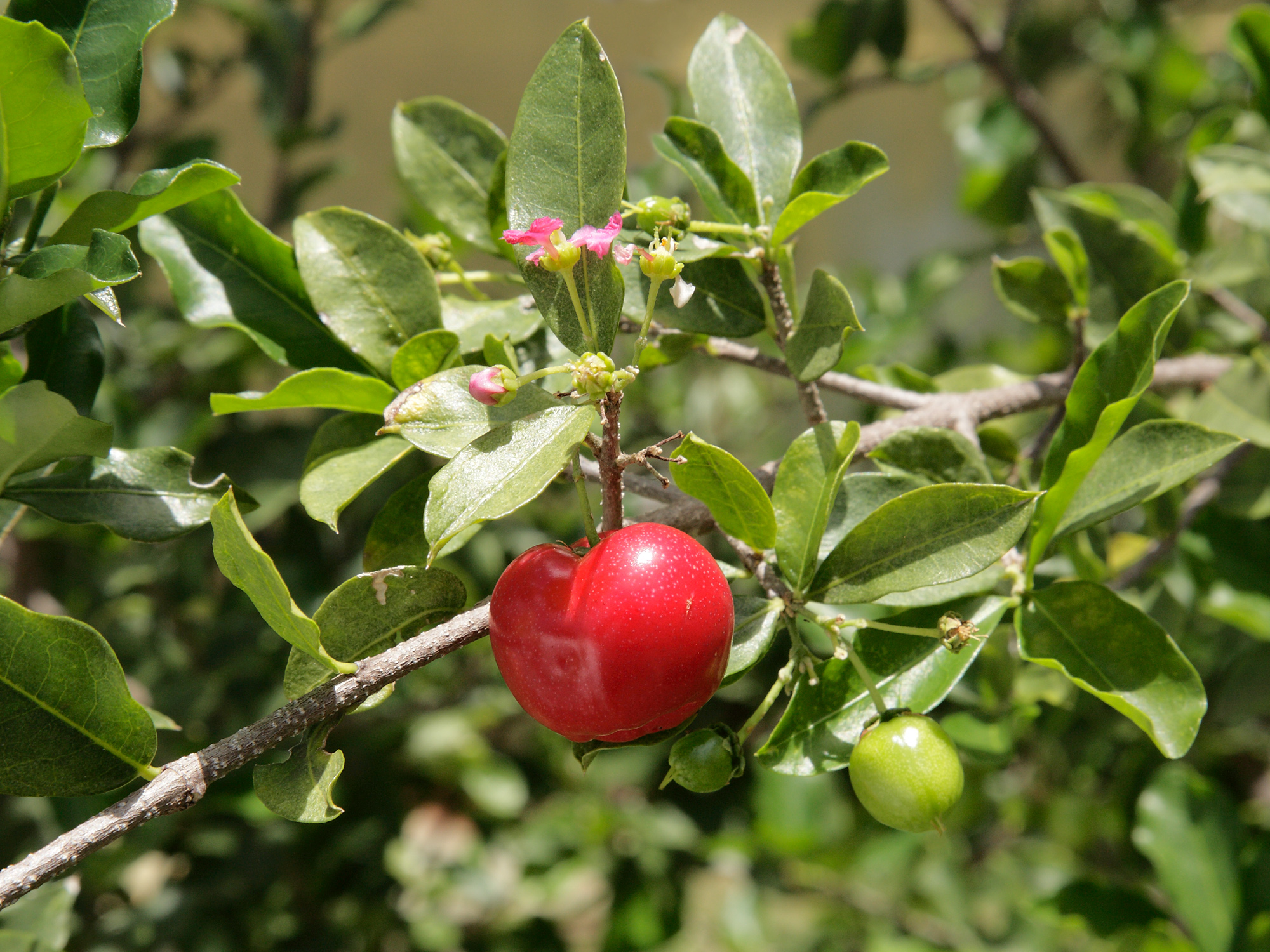
Malpighia glabra

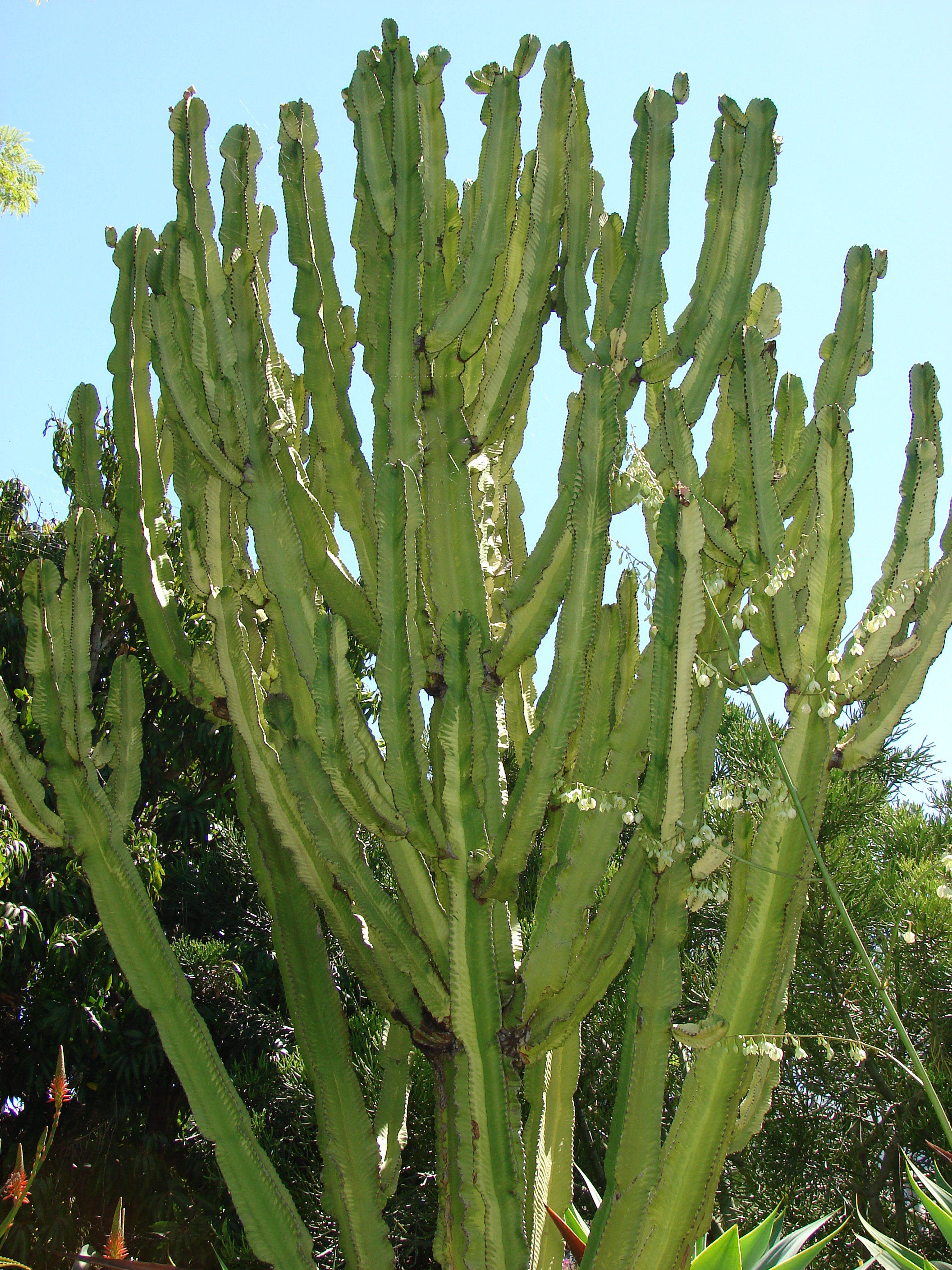
Euphorbia ammak

Les malpighials (Malpighiales) són un ordre de plantes angiospermes. L'actual sistema APG IV (2016) de classificació de les angiospermes situa aquest ordre dins del clade de les ròsides i s'hi inclouen 36 famílies, però actualment el lloc web del Grup per a la filogènia de les angiospermes en reconeix 40, més de 16.000 espècies agrupades en més de 700 gèneres.
Hi ha espècies del clade de les malpighials arreu del món i en hàbitats molt diversos, tenen una distribució cosmopolita, en el cas de les selva pluvials representen el 40% de la diversitat del sotabosc. Entre les més conegudes es poden citar els pollancres, els salzes, les violes (violetes, pensaments), el lli o la ponsètia.

## Descripció
Les malpighials adopten formes molt diverses, hi ha plantes suculentes a la família de les euforbiàcies, plantes epífites entre les clusiàcies, plantes hloparàsites entre les rafflesiàcies o plantes aquàtiques submergides en el cas de les podostemàcies. Les fulles acostumen a ser dentades, els pedicels són freqüentment articulats i el gineceu acostuma a ser tricarpel·lar i amb l'estigma sec.

## Taxonomia

### Famílies
Entre les famílies més extenses d'aquest gènere cal destacar les euforbiàcies, amb més de 6.000 espècies, i on el gènere Euphorbia tot sol aporta més de 2100, les fil·lantàcies amb més de 2.300 espècies, les salicàcies amb unes 1200 espècies, i les passifloràcies amb més d'un miler.
A la classificació del darrer sistema APG IV (2016), dins de l'ordre de les malpighials s'inclouen les 36 famílies següents:
- Achariaceae Harms
- Balanopaceae Benth. & Hook.f.
- Bonnetiaceae L.Beauvis. ex Nakai
- Calophyllaceae J.Agardh
- Caryocaraceae Voigt
- Centroplacaceae Doweld & Reveal
- Chrysobalanaceae R.Br.
- Clusiaceae Lindl.
- Ctenolophonaceae Exell & Mendoncßa
- Dichapetalaceae Baill.
- Elatinaceae Dumort.
- Erythroxylaceae Kunth
- Euphorbiaceae Juss.
- Euphroniaceae Marc.-Berti
- Goupiaceae Miers
- Humiriaceae A.Juss.
- Hypericaceae Juss.
- Irvingiaceae Exell & Mendoncßa
- Ixonanthaceae Planch. ex Miq.
- Lacistemataceae Mart.
- Linaceae DC. ex Perleb
- Lophopyxidaceae H.Pfeiff.
- Malpighiaceae Juss.
- Ochnaceae DC.
- Pandaceae Engl. & Gilg
- Passifloraceae Juss. ex Roussel
- Peraceae Klotzsch
- Phyllanthaceae Martinov
- Picrodendraceae Small
- Podostemaceae Rich. ex Kunth
- Putranjivaceae Meisn.
- Rafflesiaceae Dumort.
- Rhizophoraceae Pers.
- Salicaceae Mirb.
- Trigoniaceae A.Juss.
- Violaceae Batsch

El lloc web del Grup per a la filogènia de les angiospermes addicionalment reconeix aquestes altres quatre:
- Malesherbiaceae (subfamília Malesherboideae de les Passifloraceae)
- Medusagynaceae (subfamília Medusagynoideae de les Ochnaceae
- Quiinaceae (subfamília Quiinoideae de les Ochnaceae)
- Turneraceae (subfamília Turneroideae de les Passifloraceae)

## Història taxonòmica

### Sistema APG
A primera versió del sistema de classificació APG (1998) va reconèixer l'ordre de les malpighials amb una composició de 31 famílies. A la segona versió, APG II (2003) l'ordre era format per 29 famílies, A la tercera versió, APG III (2009), l'ordre era format per 35 famílies, A la quarta versió, APG IV (2016), s'hi va afegir una família, Peraceae en dividir les Euphorbiaceae.
| APG I | APG II | APG III | APG IV |
| Athariareae Balanopaceae Caryocaraceae Chrysobalanaceae Clusiaceae Dkhapetalaceae Erythroxylaceae Euphorbiaceae Euphroniaceae Flacourtiaceae Goupiaceae Hugoniaceae Humiriaceae Irvingiaceae Ixonanthaceae Lacistemataceae Linaceae Malesberbiaceae Malpighiaceae Medusagynaceae Ochnaceae Pandaceae Passifloraceae Putranjivaceae Quiinaceae Rhizophoraceae Salicaceae Scyphostegiaceae Trigoniaceae Turneraceae Violaceae | Achariaceae Balanopaceae Bonnetiaceae Caryocaraceae Chrysobalanaceae Clusiaceae Ctenolophonaceae Elatinaceae Euphorbiaceae Goupiaceae Humiriaceae Hypericaceae Irvingiaceae Ixonanthaceae Lacistemataceae Linaceae Lophopyxidaceae Malpighiaceae Ochnaceae Pandaceae Passifloraceae Peridiscaceae Phyllanthaceae Picrodendraceae Podostemaceae Putranjivaceae Rhizophoraceae Salicaceae Violaceae | Achariaceae Balanopaceae Bonnetiaceae Calophyllaceae Caryocaraceae Centroplacaceae Chrysobalanaceae Clusiaceae Ctenolophonaceae Dichapetalaceae Elatinaceae Erythroxylaceae Euphorbiaceae Euphroniaceae Goupiaceae Humiriaceae Hypericaceae Irvingiaceae Ixonanthaceae Lacistemataceae Linaceae Lophopyxidaceae Malpighiaceae Ochnaceae Pandaceae Passifloraceae Phyllanthaceae Picrodendraceae Podostemaceae Putranjivaceae Rafflesiaceae Rhizophoraceae Salicaceae Mirb. Trigoniaceae Violaceae | Achariaceae Balanopaceae Bonnetiaceae Calophyllaceae Caryocaraceae Centroplacaceae Chrysobalanaceae Clusiaceae Ctenolophonaceae Dichapetalaceae Elatinaceae Erythroxylaceae Euphorbiaceae Euphroniaceae Goupiaceae Humiriaceae Hypericaceae Irvingiaceae Ixonanthaceae Lacistemataceae Linaceae Lophopyxidaceae Malpighiaceae Ochnaceae Pandaceae Passifloraceae Peraceae Phyllanthaceae Picrodendraceae Podostemaceae Putranjivaceae Rafflesiaceae Rhizophoraceae Salicaceae Trigoniaceae Violaceae |

### Classificació clàssica

#### Cronquist
En l'antic Sistema Cronquist les famílies que ara es consideren dins de l'ordre de les Malpighials estaven en molts altres ordres (com Polygalales, Violales, Theales, [Linales, i Euphorbiales), i no tots ells estan dins del grup Rosidae.

## Usos
Entre les espècies de l'ordre de les malpighials n'hi ha que són econòmicament importants, especialment entre la família de les euforbiàcies. Entre les espècies que s'aprofiten com a aliment destaca la mandioca ((Manihot esculenta, euforbiàcies) que és un dels conreus més importants del món i un aliment bàsic en molts països tropicals. Entre les plantes amb usos industrials se'n poden citar Jatropha curcas (euforbiàcies) d'on s'extreu un oli que s'utilitza per a la producció de sabó i de biodièsel, l'arbre del cautxú (Hevea brasiliensis, euforbiàcies) del que se n'obté cautxú natural, el lli (Linum usitatissimum, linàcies) que proporciona fibres tèxtils i oli de llinosa (fabricació de pintures), o els pollancres (Populus, salicàcies), productors de fusta que s'utilitza per a l'obtenció de pasta de cel·lulosa per a la fabricació de paper i com a fusta barata per a la fabricació d'embalatges o fusta per a la construcció com el contraplacat, entre d'altres usos. Entre les plantes que tenen usos farmacològics es poden citar el ricí (Ricinus communis, euforbiàcies), o la coca (Erythroxylum coca, eritroxilàcies). També hi ha algunes espècies que s'utilitzen com a plantes ornamentals, com ara les ponsèties, els pollancres, els salzes o els pensaments (Viola × wittrockiana, que són híbrids.